# نيل فانك
نيل فانك (بالإنجليزية: Neil Funk)‏ هو صحفي رياضي أمريكي، ولد في 29 ديسمبر 1946.